# Cyathotrochus nascornatus
Cyathotrochus nascornatus är en korallart som först beskrevs av Gardiner och Frank Albert Waugh 1938.  Cyathotrochus nascornatus ingår i släktet Cyathotrochus och familjen Turbinoliidae.
Artens utbredningsområde är Indiska oceanen. Inga underarter finns listade i Catalogue of Life.